# Ousseni Zongo
Ousseni Zongo (ur. 6 sierpnia 1984 w Wagadugu) – burkiński piłkarz grający na pozycji napastnika. W reprezentacji Burkiny Faso zadebiutował w 2004 roku i rozegrał w niej 3 mecze.